# Укине, Феликс
Феликс Укине Чеуд (фр. Félix Oukiné Tcheoude; род. 26 декабря 1998, Камерун) — камерунский футболист, полузащитник клуба «Аль-Хор». Выступал в национальной сборной Камеруна.

## Карьера

### «Котон Спорт»
В 2018 году футболист стал выступать в камерунском клубе Котон Спорт, по итогу которого стал чемпионом Премьер-дивизиона. В сезоне 2020/2021 футболист будучи капитаном клуба вышел в групповой этап Кубка Конфедерации КАФ. В матче 23 декабря 2020 года футболист забил свой дебютный гол на турнире против замбийского клуба «Грин Иглз». В дальнейшем вместе с клубом ещё дважды брал золото камерунского чемпионата в 2021 и в 2022 годах.

#### Аренда в «Ла-Лувьер»
В декабре 2022 года перешёл в бельгийский клуб «Ла-Лувьер».  Дебютировал за клуб 7 января 2023 года в матче против клуба «Рупель», в котором футболист вышел на замену на 62 минуте. По итогу сезона футболист не смог закрепиться в основной команде бельгийского клуба и по окончании срока действия контракта покинул клуб.

### «Аль-Хор»
В июле 2023 года футболист присоединился к катарскому клубу «Аль-Хор» из второго дивизиона, с которым подписал однолетнее соглашение.

## Международная карьера
В ноябре 2020 года впервые получил вызов в национальную сборную Камеруна, где был игроком скамейки запасных в матче против сборной Мозамбика. В январе 2021 года футболист получил вызов в сборную для участия в чемпионате африканских наций. Дебютировал за сборную 16 января 2021 года в матче против сборной Зимбабве. Дебютный гол забил 30 января 2021 года в матче против сборной Демократической Республики Конго. По итогу турнира футболист занял 4 итоговое место.

## Достижения
«Котон Спорт»
- Чемпион Камеруна (3): 2018, 2021, 2022